# DJ Fresh

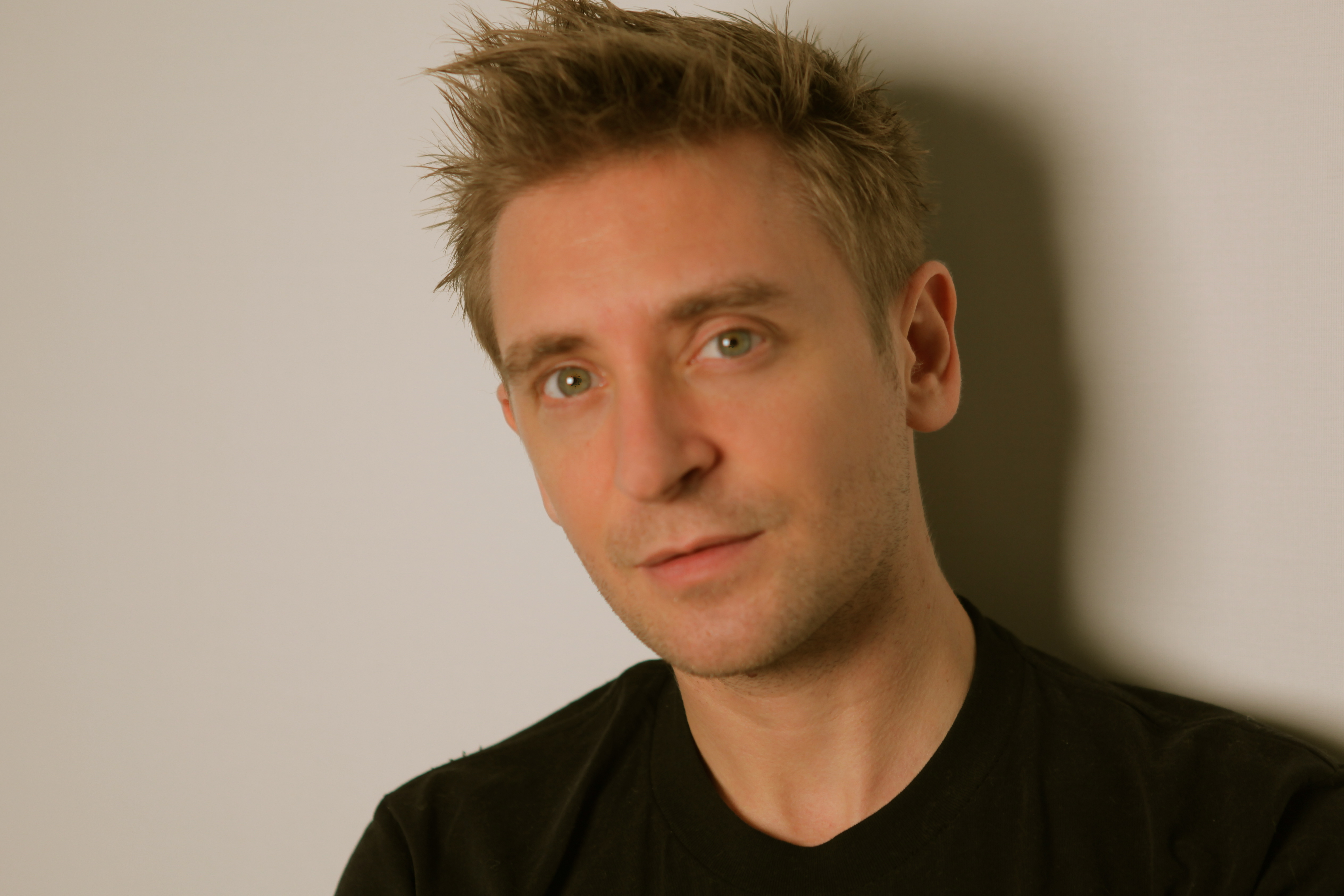
DJ Fresh (2011)

DJ Fresh (* 11. April 1977; eigentlich Daniel Stein) ist ein britischer Dubstep- und Drum-and-Bass-Musiker.

## Karriere
Als Teenager entdeckte Daniel Stein alias DJ Fresh die Rave-Musik für sich und schaffte sich eine DJ-Ausstattung an. Als Student legte er im Nachtprogramm von Piratensendern in seiner Gegend auf. Ende der 1990er wurde er Mitglied des Drum-and-Bass-Quartetts Bad Company UK. Sie gründeten das Label BC Recordings und riefen außerdem die bekannte Szene-Website Dogs on Acid ins Leben. Nach der Auflösung des Teams 2003 hatte er mit Dalicks / Temple of Doom einen ersten Solohit. Er veröffentlichte weitere Singles und arbeitete als Remixer für Interpreten wie die Pet Shop Boys und Apollo 440. Er gründete mit Breakbeat Punk auch ein eigenes Label. Später schloss er sich mit Adam F zum Label Breakbeat Kaos zusammen. Die gemeinsame Single When the Sun Goes Down kam 2004 ebenfalls in die Charts.
Sein erstes eigenes Album veröffentlichte DJ Fresh 2006 unter dem Titel Escape from Planet Monday. Vier Jahre später folgte Kryptonite, das unter anderem sein Stück Gold Dust in einer Gesangsversion mit der Sängerin Ce’Cile enthielt. Damit kam er erstmals in die Top 40 der UK-Charts. Außerdem wurde er dafür mit einer Goldenen Schallplatte ausgezeichnet.
2011 entstand gemeinsam mit der Sängerin Sian Evans die Single Louder, die in einem Werbespot für den Energiedrink Lucozade Lite zum Einsatz kam. Louder stieg direkt auf Platz 1 der britischen Charts ein und wurde sein erster Nummer-eins-Hit in Großbritannien und erreichte sogar Platinstatus. Einige Monate später nahm er mit Rita Ora die Single Hot Right Now auf. Sie wurde sein zweiter Nummer-eins-Hit und war über England hinaus auch in Europa und Australien erfolgreich. Sie begründete außerdem die erfolgreiche Solokarriere von Rita Ora. 2013 wurde sie für einen Brit-Award als britische Single des Jahres nominiert. Mit The Power zusammen mit Dizzee Rascal hatte er einen weiteren Top-10-Hit. Alle drei Songs wurden auch in das Album Nextlevelism aufgenommen, das im Herbst 2012 erschien und DJ Fresh erstmals eine Platzierung in den Albumcharts brachte.
In den folgenden Jahren gab es weitere Top-5-Hits in Großbritannien wie Earthquake mit Diplo, Dibby Dibby Sound mit Jay Fay und Ms. Dynamite und Gravity mit Ella Eyre. Alle drei Songs wurden auch mit Silber bzw. Gold ausgezeichnet. How Love Begins mit High Contrast und Dizzee Rascal war Anfang 2016 seine 20. Single in den britischen Charts.

## Diskografie

### Studioalben
| Jahr | Titel                     | Höchstplatzierung, Gesamtwochen, AuszeichnungChartsChartplatzierungen (Jahr, Titel, Platzierungen, Wochen, Auszeichnungen, Anmerkungen) | Anmerkungen                           |
| Jahr | Titel                     | UK | Anmerkungen                           |
| ---- | ------------------------- | --- | ------------------------------------- |
| 2006 | Escape from Planet Monday | — | Erstveröffentlichung: 2006            |
| 2010 | Kryptonite                | — | Erstveröffentlichung: 2010            |
| 2012 | Nextlevelism              | UK14 Gold · (7 Wo.)UK | Erstveröffentlichung: 1. Oktober 2012 |

### Singles
| Jahr | Titel Album                                                     | Höchstplatzierung, Gesamtwochen, AuszeichnungChartplatzierungen (Jahr, Titel, Album, Platzierungen, Wochen, Auszeichnungen, Anmerkungen) | Höchstplatzierung, Gesamtwochen, AuszeichnungChartplatzierungen (Jahr, Titel, Album, Platzierungen, Wochen, Auszeichnungen, Anmerkungen) | Höchstplatzierung, Gesamtwochen, AuszeichnungChartplatzierungen (Jahr, Titel, Album, Platzierungen, Wochen, Auszeichnungen, Anmerkungen) | Höchstplatzierung, Gesamtwochen, AuszeichnungChartplatzierungen (Jahr, Titel, Album, Platzierungen, Wochen, Auszeichnungen, Anmerkungen) | Anmerkungen                                                                        |
| Jahr | Titel Album                                                     | DE | AT | CH | UK | Anmerkungen                                                                        |
| ---- | --------------------------------------------------------------- | --- | --- | --- | --- | ---------------------------------------------------------------------------------- |
| 2003 | Dalicks / Temple of Doom –                                      | — | — | — | UK60 (2 Wo.)UK | Erstveröffentlichung: 2003                                                         |
| 2004 | Submarines Escape from Planet Monday                            | — | — | — | UK73 (2 Wo.)UK | Erstveröffentlichung: 19. Juli 2004                                                |
| 2004 | When the Sun Goes Down Jungle Sound: The Bassline Strikes Back! | — | — | — | UK68 (2 Wo.)UK | Erstveröffentlichung: 2004 feat. Adam F                                            |
| 2005 | All That Jazz –                                                 | — | — | — | UK87 (1 Wo.)UK | Erstveröffentlichung: April 2005 feat. MC Darrison                                 |
| 2005 | Tarantula / Fasten Your Seatbelt Hold Your Colour               | — | — | — | UK60 (2 Wo.)UK | Erstveröffentlichung: Juni 2005 Pendulum & Fresh feat. Spyda                       |
| 2006 | The Immortal / Living Daylights II –                            | — | — | — | UK87 (1 Wo.)UK | Erstveröffentlichung: Februar 2006                                                 |
| 2010 | Gold Dust Kryptonite                                            | — | — | — | UK24 ×3Dreifachplatin · (23 Wo.)UK | Erstveröffentlichung: 2. August 2010 feat. Ce’Cile                                 |
| 2010 | Lassitude Kryptonite                                            | — | — | — | UK98 (1 Wo.)UK | Erstveröffentlichung: 28. November 2010 Sigma & DJ Fresh                           |
| 2011 | Louder Nextlevelism                                             | — | — | — | UK1 Platin · (21 Wo.)UK | Erstveröffentlichung: 3. Juli 2011 feat. Sian Evans                                |
| 2012 | Hot Right Now Nextlevelism                                      | DE28 (12 Wo.)DE | AT24 (9 Wo.)AT | CH39 (3 Wo.)CH | UK1 Platin · (36 Wo.)UK | Erstveröffentlichung: 12. Februar 2012 feat. Rita Ora                              |
| 2012 | The Power Nextlevelism                                          | — | — | — | UK6 (8 Wo.)UK | Erstveröffentlichung: 3. Juni 2012 feat. Dizzee Rascal                             |
| 2012 | The Feeling Nextlevelism                                        | — | — | — | UK13 (4 Wo.)UK | Erstveröffentlichung: 23. September 2012 feat. RaVaughn                            |
| 2012 | Gold Dust Nextlevelism                                          | — | — | — | UK22 (18 Wo.)UK | Erstveröffentlichung: 2. November 2012 feat. Ms. Dynamite                          |
| 2013 | Earthquake –                                                    | — | — | — | UK4 Silber · (11 Wo.)UK | Erstveröffentlichung: 18. August 2013 vs. Diplo feat. Dominique Young Unique       |
| 2014 | Dibby Dibby Sound –                                             | — | — | — | UK3 Silber · (12 Wo.)UK | Erstveröffentlichung: 3. Februar 2014 vs. Jay Fay feat. Ms. Dynamite               |
| 2014 | Make U Bounce –                                                 | — | — | — | UK10 (4 Wo.)UK | Erstveröffentlichung: 30. Juni 2014 vs. TC feat. Little Nikki                      |
| 2014 | Flashlight Halcyon Days (International Standard Edition)        | — | — | — | UK47 (2 Wo.)UK | Erstveröffentlichung: 26. September 2014 feat. Ellie Goulding                      |
| 2015 | Gravity –                                                       | — | — | — | UK4 Platin · (17 Wo.)UK | Erstveröffentlichung: 8. Februar 2015 feat. Ella Eyre                              |
| 2015 | Believer –                                                      | — | — | — | UK58 (2 Wo.)UK | Erstveröffentlichung: 8. Juni 2015 mit Adam F                                      |
| 2016 | How Love Begins –                                               | — | — | — | UK53 (2 Wo.)UK | Erstveröffentlichung: 5. Februar 2016 DJ Fresh & High Contrast feat. Dizzee Rascal |
| 2016 | Say You Do Brighter Days                                        | — | — | — | UK5 Platin · (18 Wo.)UK | Erstveröffentlichung: 18. März 2016 Sigala feat. Imani & DJ Fresh                  |

## Auszeichnungen für Musikverkäufe
| Goldene Schallplatte - Neuseeland - 2025: für das Album Nextlevelism | Platin-Schallplatte - Neuseeland - 2024: für die Single Tarantula |

Anmerkung: Auszeichnungen in Ländern aus den Charttabellen bzw. Chartboxen sind in ebendiesen zu finden.
| Land/RegionAuszeichnungen für Musikverkäufe (Land/Region, Auszeichnungen, Verkäufe, Quellen) | Silber     | Gold     | Platin     | Verkäufe  | Quellen              |
| -------------------------------------------------------------------------------------------- | ---------- | -------- | ---------- | --------- | -------------------- |
| Neuseeland (RMNZ)                                                                            | —          | Gold1    | Platin1    | 37.500    | radioscope.co.nz NZ2 |
| Vereinigtes Königreich (BPI)                                                                 | 2× Silber2 | Gold1    | 7× Platin7 | 4.700.000 | bpi.co.uk            |
| Insgesamt                                                                                    | 2× Silber2 | 2× Gold2 | 8× Platin8 |           |                      |